# Farsetia fruticans
Farsetia fruticans là một loài thực vật có hoa trong họ Cải. Loài này được Jonsell & Thulin mô tả khoa học đầu tiên năm 1992.